# Понцано Романо
Понца̀но Рома̀но (на италиански: Ponzano Romano) е село и община в Централна Италия, провинция Рим, регион Лацио. Разположено е на 205 m надморска височина. Населението на общината е 1183 души (към 2010 г.).